# Finale UEFA Europa League 2025
De UEFA Europa Leaguefinale van het seizoen 2024/25 was de 54ste eindwedstrijd van het secundaire toernooi in het Europees clubvoetbal en de 16de sinds de naamsverandering. De voetbalwedstrijd werd gespeeld tussen de Engelse clubs Tottenham Hotspur en Manchester United in het San Mamés te Bilbao op woensdag 21 mei 2025. Tottenham Hotspur won met 1–0 dankzij een doelpunt van Brennan Johnson in de eerste helft, nam de titel over van Atalanta Bergamo en kwalificeerde zich voor de UEFA Champions League 2025/26 en de UEFA Super Cup 2025.

## Organisatie
Oorspronkelijk zou in het San Mamés wedstrijden gespeeld worden op het EK 2020, maar die wedstrijden werden vanwege de coronacrisis verplaatst naar het Estadio de La Cartuja. Om desondanks de inspanningen en financiële investeringen van Bilbao te erkennen, werd op 16 juli 2021 door de UEFA om de UEFA Women's Champions Leaguefinale van 2024 en de UEFA Europa Leaguefinale van 2025 in het San Mamés te laten spelen. Er werden geen eerdere grote finales van het Europees clubvoetbal gespeeld. In het oude San Mamés werden wel wedstrijden gespeeld op het WK 1982. In de UEFA Europa League werden bovendien eerder de finales van 2003 en 2022 in Spanje gespeeld, beide in Sevilla.
De UEFA stelde op 12 mei 2025 de Duitser Felix Zwayer aan als scheidsrechter voor de finale. Eerder floot hij de finale van de UEFA Nations League in 2023. In het seizoen 2024/25 floot hij eerder de UEFA Europa League-wedstrijd tussen Olympiakos Piraeus en FK Bodø/Glimt in de achtste finales. Hij werd de eerste Duitse scheidsrechter in de UEFA Europa Leaguefinale sinds Felix Brych in 2014. Zwayer zou geassisteerd worden door landgenoten Robert Kempter en Christian Dietz als assistent-scheidsrechters en de Italiaan Maurizio Mariani als vierde official. De Duitser Bastian Dankert werd aangesteld als videoscheidsrechter, gesteund door zijn landgenoot Benjamin Brand en de Spanjaard Carlos del Cerro Grande.

## Voorgeschiedenis
Tottenham Hotspur speelde drie keer eerder de finale van de UEFA Europa League, toen het toernooi nog de UEFA Cup heette: het won in 1972 van Wolverhampton Wanderers en in 1984 van RSC Anderlecht en verloor in 1974 van Feyenoord. Daarnaast won het de Europacup II-finale in 1963 en verloor het de UEFA Champions Leaguefinale van 2019. Manchester United stond twee keer eerder in de finale van de UEFA Europa League: het won in 2017 van AFC Ajax en verloor in 2021 van Villarreal CF. Verder won Manchester United de Europacup II-finale van 1991 en de UEFA Champions Leaguefinales van 1968, 1999 en 2008, terwijl het de UEFA Champions Leaguefinales van 2009 en 2011 verloor.
Tottenham Hotspur speelde 9 keer eerder tegen Engelse clubs in Europees verband, waaronder in de finale van de UEFA Cup in 1972 tegen Wolverhampton Wanderers en de finale van de UEFA Champions League in 2019 tegen Liverpool FC. Van die wedstrijden werden er in totaal 4 gewonnen en 4 verloren. Manchester United speelde eveneens 9 eerdere wedstrijden tegen Engelse clubs in Europees verband, waaronder de finale van de UEFA Champions League in 2008 tegen Chelsea FC. Van die wedstrijden won het er in totaal 5 en verloor het er 2. 17 keer eerder stond een Engelse club in de finale van de UEFA Europa League, waarvan meest recentelijk Manchester United in 2021. Twee keer eerder werd de finale van het toernooi gespeeld tussen twee Engelse clubs: Tottenham Hotspur versloeg Wolverhampton Wanderers in 1972 en Chelsea FC won van Arsenal FC in 2019.
Tottenham Hotspur en Manchester United hadden eerder al 204 onderlinge wedstrijden gespeeld, waarvan er 57 gewonnen werden door Tottenham Hotspur en 96 door Manchester United. Beide clubs hadden elkaar één keer eerder getroffen in Europees verband: Manchester United won over twee wedstrijden met 3–4 in de achtste finales van de Europacup II 1963/64. De clubs speelden ook één eerdere finale tegen elkaar. Manchester United won na een penaltyserie de League Cup in 2009. Eerder in het seizoen 2024/25 won Tottenham Hotspur al drie keer van Manchester United: met 0–3 en 1–0 in de Premier League en met 4–3 in de League Cup.

## Weg naar de finale
| Pos | Team                | Wed | Ptn |
| --- | ------------------- | --- | --- |
| 2   | Athletic Club       | 8   | 19  |
| 3   | Manchester United   | 8   | 18  |
| 4   | Tottenham Hotspur   | 8   | 17  |
| 5   | Eintracht Frankfurt | 8   | 16  |
| 6   | Olympique Lyon      | 8   | 15  |

| Pos | Team                | Wed | Ptn |
| --- | ------------------- | --- | --- |
| 1   | SS Lazio            | 8   | 19  |
| 2   | Athletic Club       | 8   | 19  |
| 3   | Manchester United   | 8   | 18  |
| 4   | Tottenham Hotspur   | 8   | 17  |
| 5   | Eintracht Frankfurt | 8   | 16  |

De uitslagen staan in het perspectief van de finalist. 'T' staat voor een thuiswedstrijd, 'U' staat voor een uitwedstrijd.

### Tottenham Hotspur
Tottenham Hotspur plaatste zich voor het hoofdtoernooi van de UEFA Europa League als vijfde in de Premier League 2023/24. De competitiefase werd afgetrapt met drie overwinningen, tegen FK Qarabağ, Ferencváros en AZ. Vervolgens werd er met 3–2 verloren op bezoek bij Galatasaray SK en gelijkgespeeld tegen AS Roma en Rangers FC. Met overwinningen tegen TSG Hoffenheim en IF Elfsborg in januari 2025 wisten de Londenaren zich echter te kwalificeren voor de achtste finales met de vierde plek in de competitiefase. In de achtste finales trof Tottenham Hotspur wederom AZ. Een 1–0 uitnederlaag na een eigen doelpunt van Lucas Bergvall werd goed gemaakt door in eigen huis met 3–1 te winnen, mede dankzij twee doelpunten van Wilson Odobert. In de kwartfinales was Eintracht Frankfurt de tegenstander. In de thuiswedstrijd bleven beide teams in evenwicht na doelpunten van Hugo Ekitike en Pedro Porro, maar in de uitwedstrijd maakte Dominic Solanke vlak voor rust vanaf de penaltystip het enige doelpunt. FK Bodø/Glimt was Tottenham Hotspurs laatste horde richting de finale. Na een doelpunt van Brennan Johnson in de eerste minuut won Tottenham Hotspur in het eigen Tottenham Hotspur Stadium met 3–1, via ook doelpunten van James Maddison en Solanke. Een week later bezorgden doelpunten van Solanke en Porro Tottenham Hotspur in het Aspmyrastadion een 0–2 zege, waarmee de finale bereikt werd.

### Manchester United
Manchester United plaatste zich voor het hoofdtoernooi van de UEFA Europa League als winnaar van de FA Cup 2023/24. De competitiefase werd onder leiding van trainer Erik ten Hag afgetrapt met drie gelijke spelen, telkens na een voorsprong, tegen FC Twente, FC Porto en Fenerbahçe SK. Vervolgens werd er enkel nog gewonnen; eerst onder leiding van interim-trainer Ruud van Nistelrooij tegen PAOK Saloniki en later onder leiding van Rúben Amorim tegen FK Bodø/Glimt, Viktoria Pilsen, Rangers FC en FCSB. Zo plaatste Manchester United zich als derde in de competitiefase, en het enige ongeslagen team, voor de achtste finales. Daarin werd het gekoppeld aan Real Sociedad. Nadat de uitwedstrijd in een 1–1 gelijkspel was geëindigd, hielp aanvoerder Bruno Fernandes zijn elftal met een hattrick naar een 4–1 thuiszege en daarmee een plek in de kwartfinales. In de kwartfinales trof Manchester United Olympique Lyon. De uitwedstrijd eindigde in een 2–2 gelijkspel na een laat doelpunt aan beide kanten. In de thuiswedstrijd kwam Manchester United met 2–0 voor, maar dwong Olympique Lyon een verlenging af waarin het op een 2–4 voorsprong kwam. Doordat Fernandes, Kobbie Mainoo en Harry Maguire in de laatste tien minuten scoorden, wist Manchester United zich toch nog te plaatsen voor de halve finales. Athletic Club was de laatste horde richting de finale. In de uitwedstrijd, in het finalestadion San Mamés, zette Manchester United nog voor de rust via Casemiro en Fernandes de eindstand 0–3 op het scorebord tegen tien man, nadat Daniel Vivian een rode kaart had gekregen. Op Old Trafford een week later stond Athletic Club via Mikel Jauregizar lange tijd op een voorsprong. Via Mason Mount, Casemiro en Rasmus Højlund werd uiteindelijk echter wederom een ruime zege geboekt (4–1) en plaatste Manchester United zich voor de finale.

## Wedstrijd

### Verloop
Lucas Bergvall, Dejan Kulusevski en James Maddison ontbraken bij Tottenham Hotspur met blessures, terwijl Manchester United in de finale Lisandro Martínez en Matthijs de Ligt moest missen vanwege blessureleed. Aan het eind van een eerste helft zonder grote kansen kwam Tottenham Hotspur op een voorsprong toen een voorzet van Pape Sarr via Brennan Johnson en Luke Shaw in het doel van André Onana eindigde. In de tweede helft hield Tottenham Hotspur zijn doel schoon: Micky van de Ven haalde acrobatisch een kopbal van Rasmus Højlund van de lijn, Bruno Fernandes kopte naast het doel en Guglielmo Vicario keerde doelpogingen van invaller Alejandro Garnacho en Shaw. Zo won Tottenham Hotspur het toernooi.

### Details
|                           |                   |               |                   | |
| 21 mei 2025 21:00 (UTC+2) | Tottenham Hotspur | 1 – 0 (1 – 0) | Manchester United | Stadion: San Mamés, Bilbao Toeschouwers: 49.924 Scheidsrechter: Felix Zwayer Assistenten: Robert Kempter Assistenten: Christian Dietz Vierde official: Maurizio Mariani Vijfde official: Daniele Bindoni Video-assistenten: Bastian Dankert Video-assistenten: Carlos del Cerro Grande (SVAR) AVAR: Benjamin Brand Speler van de wedstrijd: Cristian Romero |
| 21 mei 2025 21:00 (UTC+2) | Johnson 42' Sarr  | Verslag       |                   | Stadion: San Mamés, Bilbao Toeschouwers: 49.924 Scheidsrechter: Felix Zwayer Assistenten: Robert Kempter Assistenten: Christian Dietz Vierde official: Maurizio Mariani Vijfde official: Daniele Bindoni Video-assistenten: Bastian Dankert Video-assistenten: Carlos del Cerro Grande (SVAR) AVAR: Benjamin Brand Speler van de wedstrijd: Cristian Romero |
| 21 mei 2025 21:00 (UTC+2) |                   |               |                   | Stadion: San Mamés, Bilbao Toeschouwers: 49.924 Scheidsrechter: Felix Zwayer Assistenten: Robert Kempter Assistenten: Christian Dietz Vierde official: Maurizio Mariani Vijfde official: Daniele Bindoni Video-assistenten: Bastian Dankert Video-assistenten: Carlos del Cerro Grande (SVAR) AVAR: Benjamin Brand Speler van de wedstrijd: Cristian Romero |
| 21 mei 2025 21:00 (UTC+2) |                   |               |                   | Stadion: San Mamés, Bilbao Toeschouwers: 49.924 Scheidsrechter: Felix Zwayer Assistenten: Robert Kempter Assistenten: Christian Dietz Vierde official: Maurizio Mariani Vijfde official: Daniele Bindoni Video-assistenten: Bastian Dankert Video-assistenten: Carlos del Cerro Grande (SVAR) AVAR: Benjamin Brand Speler van de wedstrijd: Cristian Romero |
|                           |                   |               |                   | |

| Tottenham Hotspur | Manchester United |

| DM               | 01 | Guglielmo Vicario    |         |
| RB               | 23 | Pedro Porro          |         |
| CV               | 17 | Cristian Romero      |         |
| CV               | 37 | Micky van de Ven     | 49'     |
| LB               | 13 | Destiny Udogie       | 90'     |
| RM               | 29 | Pape Sarr            | 90'     |
| CM               | 08 | Yves Bissouma        | 68'     |
| LM               | 30 | Rodrigo Bentancur    |         |
| RA               | 22 | Brennan Johnson      | 78'     |
| SP               | 19 | Dominic Solanke      |         |
| LA               | 09 | Richarlison          | 58' 67' |
| Wisselspelers:   |    |                      |         |
| DM               | 40 | Brandon Austin       |         |
| DM               | 41 | Alfie Whiteman       |         |
| VD               | 04 | Kevin Danso          | 78'     |
| VD               | 24 | Djed Spence          | 90'     |
| VD               | 33 | Ben Davies           |         |
| MV               | 14 | Archie Gray          | 90'     |
| MV               | 47 | Mikey Moore          |         |
| AV               | 07 | Son Heung-min ( 67') | 67'     |
| AV               | 11 | Mathys Tel           |         |
| AV               | 28 | Wilson Odobert       |         |
| AV               | 44 | Dane Scarlett        |         |
| AV               | 63 | Damola Ajayi         |         |
| Coach:           |    |                      |         |
| Ange Postecoglou |    |                      |         |

| DM             | 24 | André Onana        |         |
| RV             | 15 | Leny Yoro          |         |
| CV             | 05 | Harry Maguire      | 88'     |
| LV             | 23 | Luke Shaw          |         |
| RM             | 03 | Noussair Mazraoui  | 85'     |
| CM             | 18 | Casemiro           |         |
| CM             | 08 | Bruno Fernandes    |         |
| LM             | 13 | Patrick Dorgu      | 90'     |
| RA             | 16 | Amad Diallo        | 35'     |
| SP             | 09 | Rasmus Højlund     | 71'     |
| LA             | 07 | Mason Mount        | 71'     |
| Wisselspelers: |    |                    |         |
| DM             | 01 | Altay Bayındır     |         |
| VD             | 02 | Victor Lindelöf    |         |
| VD             | 20 | Diogo Dalot        | 85'     |
| VD             | 26 | Ayden Heaven       |         |
| VD             | 35 | Jonny Evans        | 90+2'   |
| VD             | 41 | Harry Amass        |         |
| MV             | 14 | Christian Eriksen  |         |
| MV             | 25 | Manuel Ugarte      |         |
| MV             | 37 | Kobbie Mainoo      | 90'     |
| MV             | 43 | Toby Collyer       |         |
| AV             | 11 | Joshua Zirkzee     | 71' 84' |
| AV             | 17 | Alejandro Garnacho | 71'     |
| Coach:         |    |                    |         |
| Rúben Amorim   |    |                    |         |

### Statistieken
| Statistieken           | Tottenham Hotspur | Manchester United |
| ---------------------- | ----------------- | ----------------- |
| Doelpunten             | 1                 | 0                 |
| Gele kaarten           | 3                 | 4                 |
| Rode kaarten           | 0                 | 0                 |
| Wissels                | 4                 | 4                 |
| Schoten op doel        | 3                 | 14                |
| Schoten naast doel     | 1                 | 3                 |
| Overtredingen          | 22                | 10                |
| Hoekschoppen           | 4                 | 5                 |
| Buitenspel             | 1                 | 2                 |
| Geslaagde passes       | 126               | 462               |
| Passnauwkeurigheid (%) | 67                | 86                |
| Balbezit (%)           | 35                | 65                |

## Nasleep
Tottenham Hotspur won zijn eerste continentale prijs sinds 1984. Het werd na de eerdere overwinningen in 1972 en 1984 de zesde club die de UEFA Cup/UEFA Europa League minstens drie keer won, en na Liverpool FC de tweede Engelse club die dat lukte. Manchester United werd na de eerdere verloren finale van 2021 de elfde club die meerdere finales verloor om de UEFA Cup/UEFA Europa League, en na Arsenal FC de tweede Engelse club die dat overkwam. Tottenham Hotspur-aanvoerder Cristian Romero werd na afloop van de finale door de UEFA verkozen tot man van de wedstrijd, omdat hij leiderschap toonde en constant duels won.